# Maurice Gambier
Maurice Gambier d'Hurigny , nacido en 1912 en París y fallecido en 2000 en Niza, fue un escultor, fotógrafo y pintor francés. Ganador del Premio de Roma en escultura en 1942.

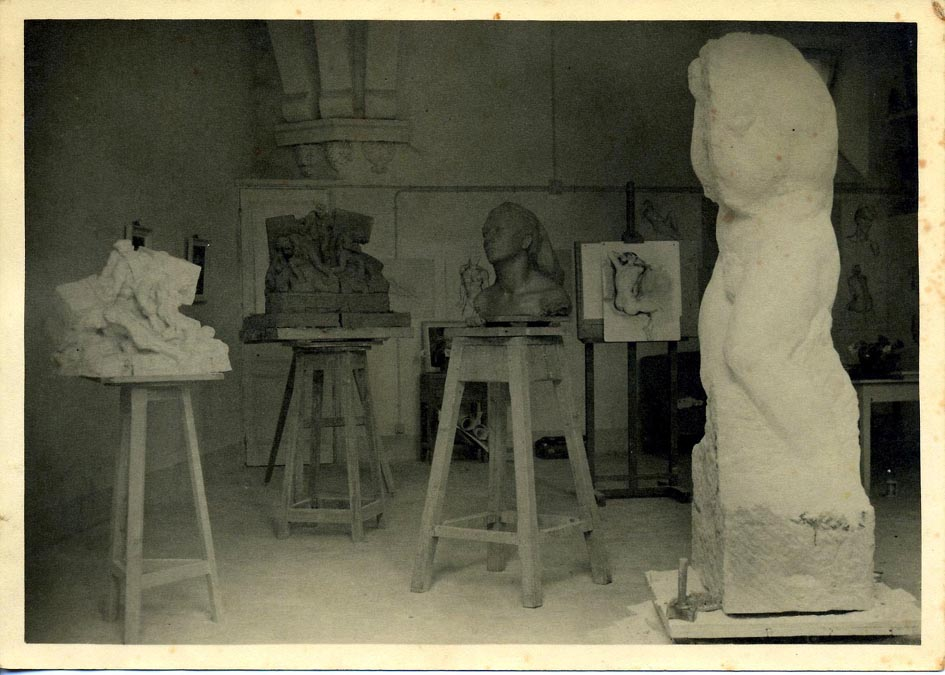
El Taller de Marcel Mayer en la Villa Paradisio de Niza

## Datos biográficos
Maurice Gambier d'Hurigny , nació en la capital francesa en el año 1912.
Asistió a la École nationale supérieure des beaux-arts de París. 
En 1942 obtuvo el Prix de Rome, con la escultura en vulto redondo titulada La jeune Eve apparaît à l'aurore première. Dada la situación internacional, los ganadores del premio fueron enviados a la Villa Paradisio en Niza. Durante su estancia, a principio de la década de 1940, conoció y entabló amistad con Luis Molné (Barcelona 1907 - Mónaco 1970) y Nicolas Akmen (San Petersburgo 1916 - Sorgues 2000). 
Tras la 2º Guerra Mundial, permanece pensionado en la Villa Médici de Roma durante un año en 1946. En ese momento la academia de Francia en Roma estaba dirigida por el músico Jacques Ibert.
Fue nombrado profesor en la Escuela de Artes decorativas de Niza y los talleres de la Villa Paradisio asignados a distintos artistas, entre ellos Maurice Gambier d'Hurigny .
Fue un coleccionista polivalente.
Durante su jubilación realizó una magnífica maqueta de la estación de ferrocarril de Niza (del francés: Gare de Nice).
Fallecido en 2000 en Niza.
La artista Danièle Akmen, hija de Nicolas Akmen , ahijada de Luis Molné, y alumna de Gambier preparó en 2009 una exposición en memoria de los tres artistas en la sala Portal de Levens

## Obras
Entre las mejores y más conocidas obras de Maurice Gambier se incluyen las siguientes:
- La jeune Eve apparaît à l'aurore première, 1942, yeso, escultura en bulto redondo, en depósito de la ENSBA,[4]